# Росошанська сільська рада (Липовецький район)
| Росошанська сільська рада — орган місцевого самоврядування у Липовецькому районі Вінницької області з адміністративним центром у c. Росоша. Сільська рада вважається однією з найкращих в районі, бо на отримані грантові кошти зроблено модернізацію приміщення сільської ради. Сільській раді підпорядковані населені пункти: - c. Росоша - с-ще Липовець |

## Склад ради
Рада складається з 16 депутатів та голови.

## Керівний склад сільської ради
| ПІБ                         | Основні відомості                                                         | Дата обрання | Дата звільнення |
| --------------------------- | ------------------------------------------------------------------------- | ------------ | --------------- |
| Сличук Володимир Андрійович | Сільський голова, 1953 року народження, освіта вища, член Партії регіонів | 31.10.2010   |                 |
| Сличук Володимир Андрійович | Сільський голова, 1953 року народження, освіта, член Партії регіонів      | 26.03.2006   | 31.10.2010      |

Примітка: таблиця складена за даними джерела